# Камберленд (замок)
Камберленд (нем. Schloss Cumberland) — замок в стиле неоготика для представителей старинного рода Вельфов, построенный в период с 1882 по 1886 годы. Расположен на холме к северо-востоку от города Гмунден недалеко от озера Траунзе в Австрии.

## История
В октябре 1866 года армия Прусского королевства в результате Австро-прусско-итальянской войны захватила территорию Королевства Ганновер. Вскоре стало ясно, что государство Ганновер и его союзник Австрийская империя проиграли войну. Ганновер был аннексирован Пруссией, в его бывший король Георг V, который также имел титул герцога Камберлдендского, оказался изгнанником. Он отправился к своим бывшим союзникам, от которых теперь зависела его судьба. Вскоре Георг V вместе с семьёй прибыл в Вену ко двору императора Франца Иосифа I и остался здесь.

### Вилла Гмунден
Весной 1868 года королевская семья и члены императорской фамилии находились на лечении и отдыхе в области Зальцкаммергут. Здесь Георг V и его родня разместились на вилле Редтенбахер (построенной в 1838 году графами Тун и Гогенштейн в стиле классицизма) недалеко от города Гмунден. Вскоре бывшая король Ганновера приобрёл эту виллу. Неподалёку поселились и другие изгнанники, представители Изгнанной из Италии представители Лотаринго-тосканский линии Дома Габсбургов. Они приобрели в 1870 году виллу Тоскана.
Позднее король Георг V, давно ослепший, перебрался в Париж, где и умер в 1878 году. Его тело, как близкого родственника правящей в Великобритании Саксен-Кобург-Готской династии, было похоронено в гробнице часовни Святого Георгия в Виндзорском замке. Вдова усопшего, Мария Саксен-Альтенбургская оставалась проживать на вилле в Гмундене до самой своей смерти в 1907 году. С той поры резиденцию называют Виллой Королевы и она по прежнему принадлежит Дому Вельфов.

### Строительство замка

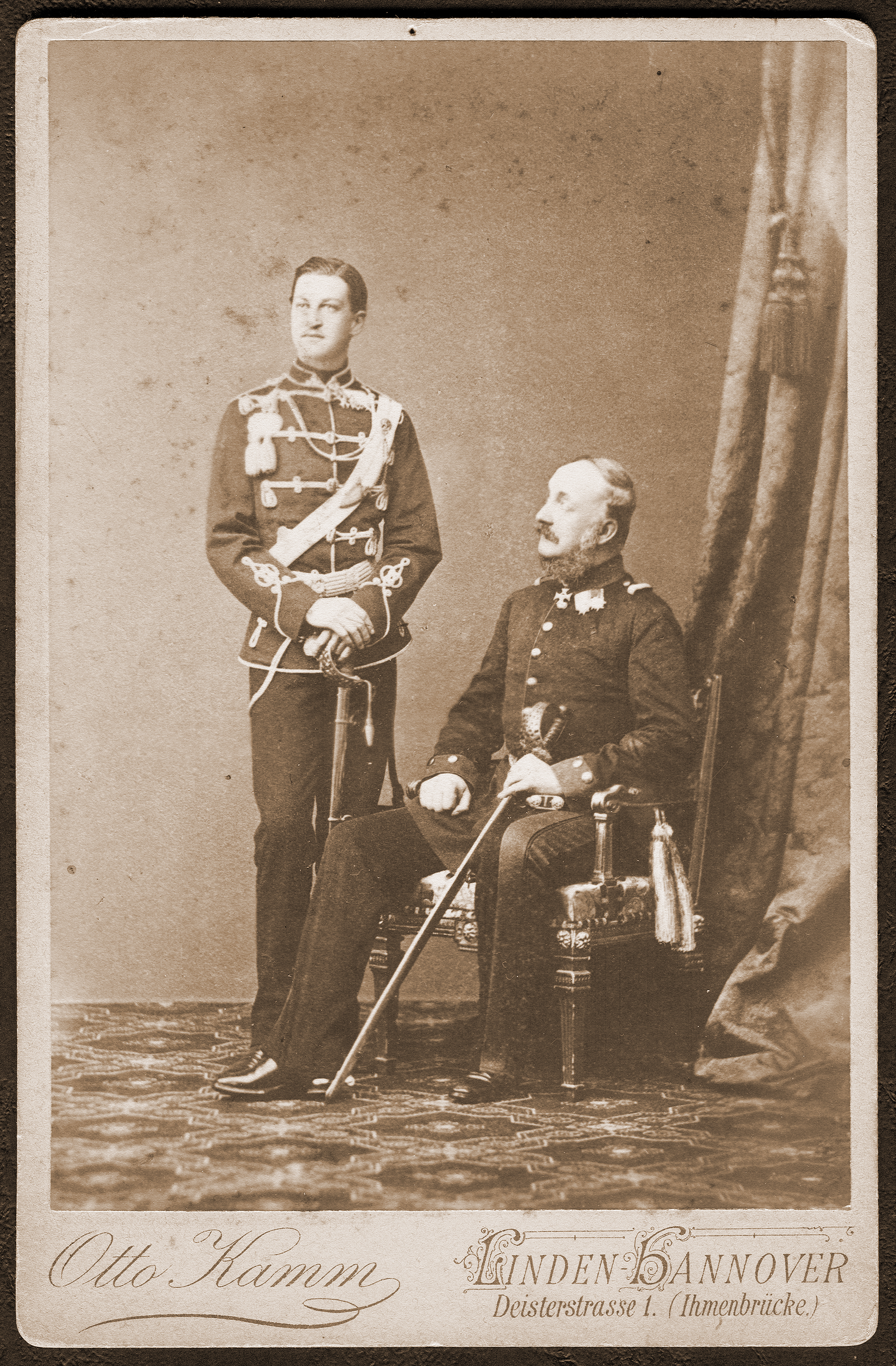
Кронпринц Эрнст Август II и его отец король Георг V в 1865 году

В 1882 году сын Георга V кронпринц Эрнст Август II Ганноверский, наследный принц Ганновера и 3-й герцог Камберлендский, приобрёл большой участок земли в непосредственной близости от Виллы Королевы. На высоком холме к северу от Гмундена над берегом озером Кроттензее он решил просторный замок для себя и своей семьи. Причём кронпринц хотел, чтобы это резиденция напоминала стиль британских особняков и дал ей имя Камберденд. 
В качестве архитектора пригласили также уроженца Ганновера Фердинанда Шорбаха. Он подготовил проект роскошной неоготической резиденции в стиле Тюдоров. Строительство  началось 15 июня 1882 года. А 15 сентября 1886 года представители семьи Вельвоф смогли переехать в просторный и великолепно обставленный дворцовый комплекс. Замок скорее походил представительскую резиденцию, чем для жилой особняк второй половины XIX века. 
Замок Камберленд является крупнейшим дворцом в стиле неоготики в земле Верхней Австрии. В качестве строительных материалов использовались красный мрамор из Эбензее, гранит из Шердинга и песчаник из Регенсбурга. Большое значение было уделено художественному росписи и богатой обстановке помещений. В то время в замке хранились всемирно известные сокровища династии Вельфов. Изюминкой коллекции считается так называемое Евангелие Генриха Льва. Несколько лет спустя были построены замковая часовня (c замечательным алтарём с работами школы Лукаса Кранаха) и Приценштёкль (в настоящее время — здание библиотеки). 
С 1886 года и до его смерти в 1923 году Камберленд был резиденцией изгнанного наследного принца Ганновера. Эрнст Август II, его мать и некоторые другие члены семьи похоронены в мавзолее рядом с замком.
Ганноверы были важным экономическим фактором для общины Гмундена. Замок Камберленд был популярным местом встречи высшей европейской знати. Иногда в резиденции собиралось более 200 представителей аристократии. Соответственно для многих жителей города регулярно находилась хорошо оплачиваемая работа. Семья Вельфов была уважаема в Гмундене и оказалась вовлечена в решение многих социальных и культурных вопросов. Например, герцог решительно поддержал основание протестантской церкви в Гмундене (1871-1875), а также щедро покровительствовал многим инициативам городских властей. В частности жертвовал значительные суммы на строительство каналов и дорог, на эспланаду, на столовую для бедных, финансовую поддержку студентов и солдат-инвалидов. В честь ганноверских изгнанников была названа одна из улиц города — Георгштрассе.
В общине Грюнау-им-Альмталь среди лесов Эрнст Август основал зоопарк на открытом воздухе Камберленд, а также построил охотничий домик, который по прежнему принадлежит потомкам герцога.

### XX век
В 1930 году замок Камберленд был преобразован в музей Дома Вельфов. В 1938 году национал-социалисты захватили замок и устроили здесь тренировочный лагерь. С 1940 по 1945 год в комплексе размещался военный госпиталь.
После завершения Второй мировой войны власти республики Австрия аннексировали замок Камберленд для нужд здравоохранения. С 1947 по 1972 годы здесь находилась туберкулёзная больница. Позднее после тщательной дезинфекции замковый комплекс был превращён в государственный дом престарелых. А 8 января 1973 года было официально открыта школа медсестёр. 
1 января 1979 года всё имущество перешло во владение федеральной земли Верхняя Австрия. Комплекс получил официальное название «Landespflege- und Betreuungszentrum Schloss Cumberland».

## Современное использование
Замок был последний раз капитально отремонтирован и отреставрирован в 2000 году. С той поры он часто используется как место для съёмок фильмов и сериалов. В частности здесь снимался сериал Отель «Орт».
Ради пожарной безопасности в замке демонтировали многочисленные камины. Вместе с тем для удобства посетителей внутри здания установили лифт. С 1 ноября 2002 года замок стал местом, куда стали привозить и ухаживать за больными, оказавшимися в вегетативном состоянии.
Предусмотрена возможность посещения некоторых помещений замка туристами. Посетители могут увидеть прекрасно сохранившиеся интерьеры, свидетельствующие о некогда великолепной оригинальной обстановке комплекса Камберленд.

## Мавзолей замка
С восточной стороны главного корпуса замка находится вход в семейную усыпальницу бывших владельцев Камберленда. Этот мавзолей закрыт для посещения посторонними. Причём входом служит совершенно неприметная дверь. В склеп с захоронениями можно попасть, пройдя по длинному коридору. 
В мавзолее покоятся следующие члены Ганноверской династии:
- Принц Кристиан (1885–1901) — сын кронпринца Эрнста Августа II.
- Принцесса Мария (1849–1904) — дочь короля Георга V.
- Вдовствующая королева Мария (1818–1907) — супруга короля Георга V.
- Принц Георг (1880–1912) — сын кронпринца Эрнста Августа II.
- Кронпринц Эрнст Август II Ганноверский (1845–1923) — сын короля Георга V.
- Кронпринцесса Тира (1853–1933) — супруга кронпринца Эрнста Августа II.
- Принцесса Ольга (1884–1958) — дочь кронпринца Эрнста Августа II.
- Принц Кристиан (1919–1981) — сын кронпринца Эрнста Августа III.

## Галерея

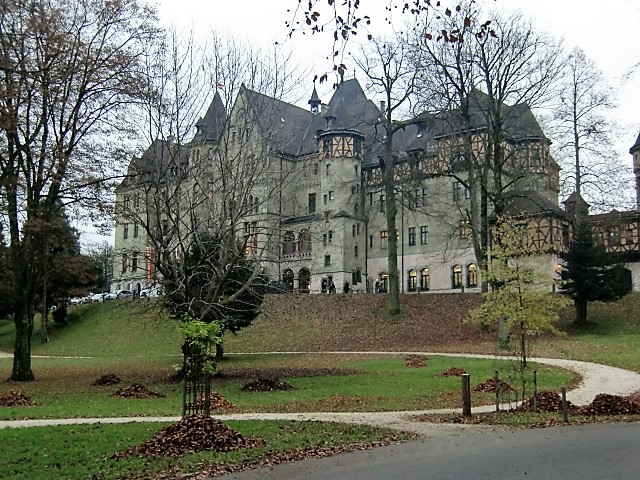
Вид замка с северной стороны
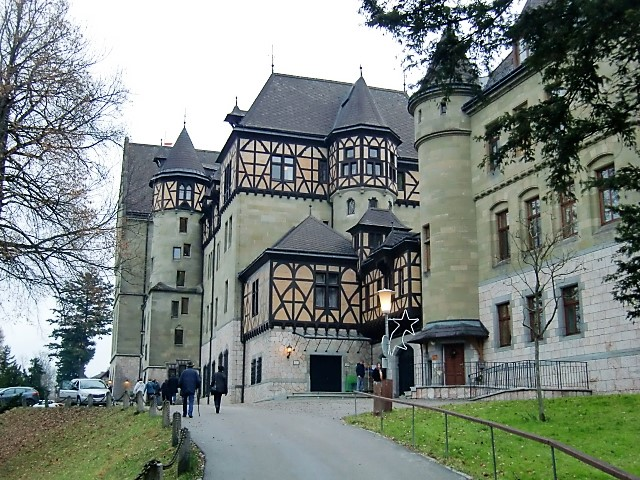
Замковые башни
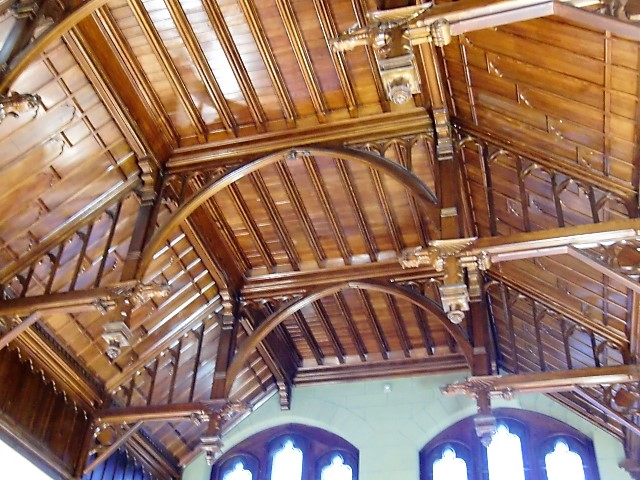
Деревянный потолок с резными опорами
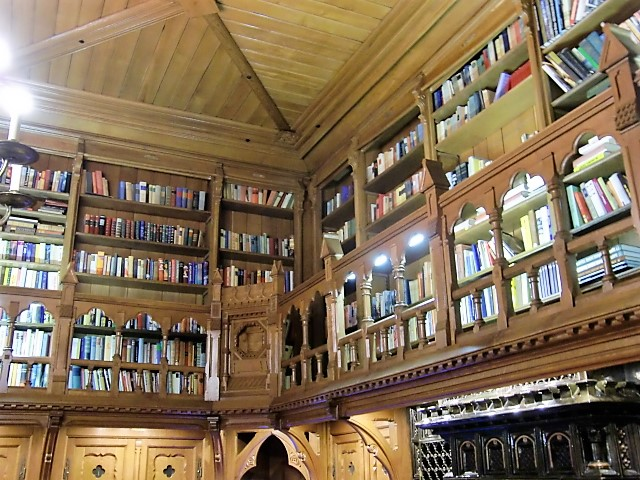
Замковая библиотека
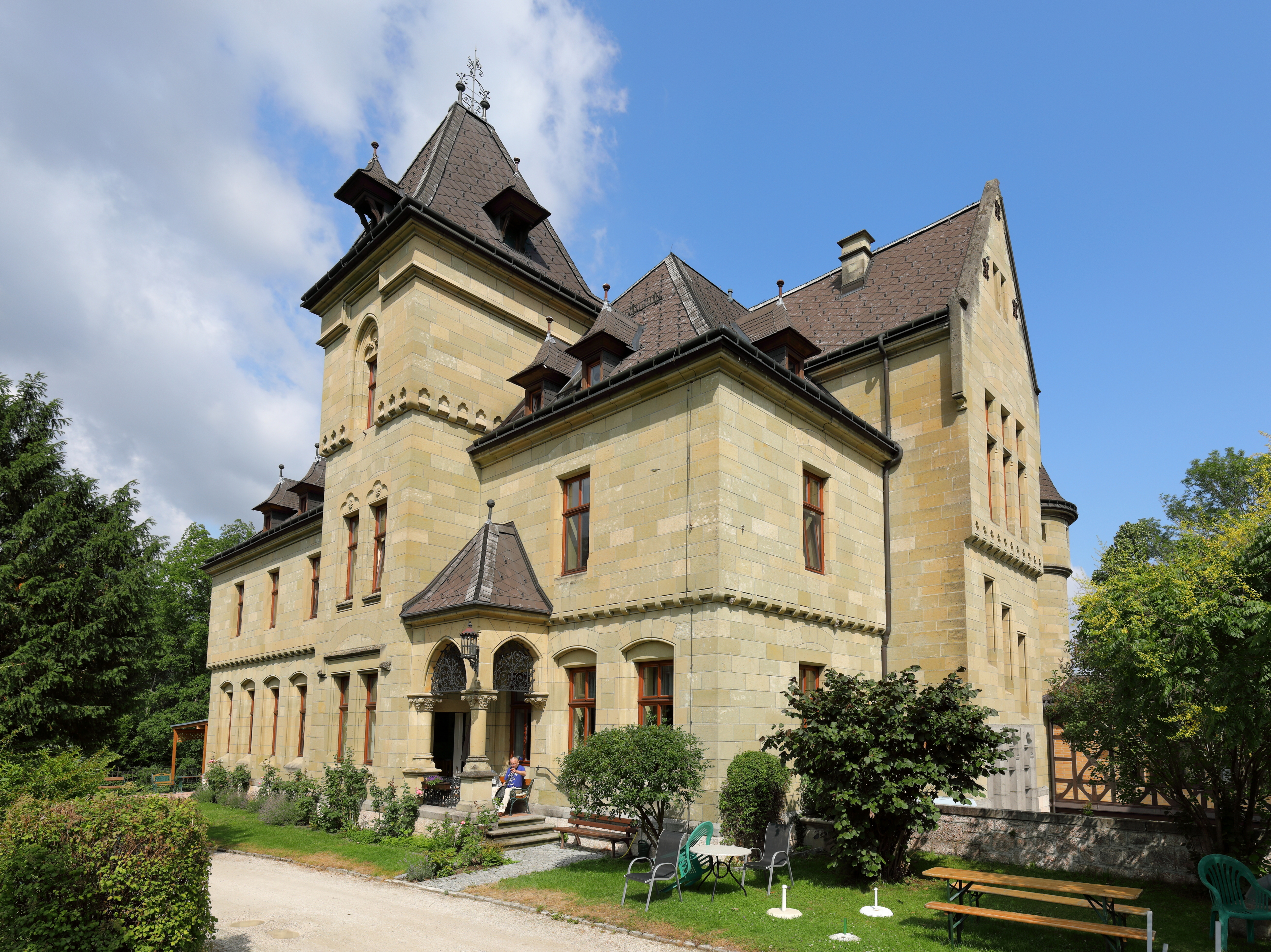
Здание Принценштёкль